# Ned Lamont

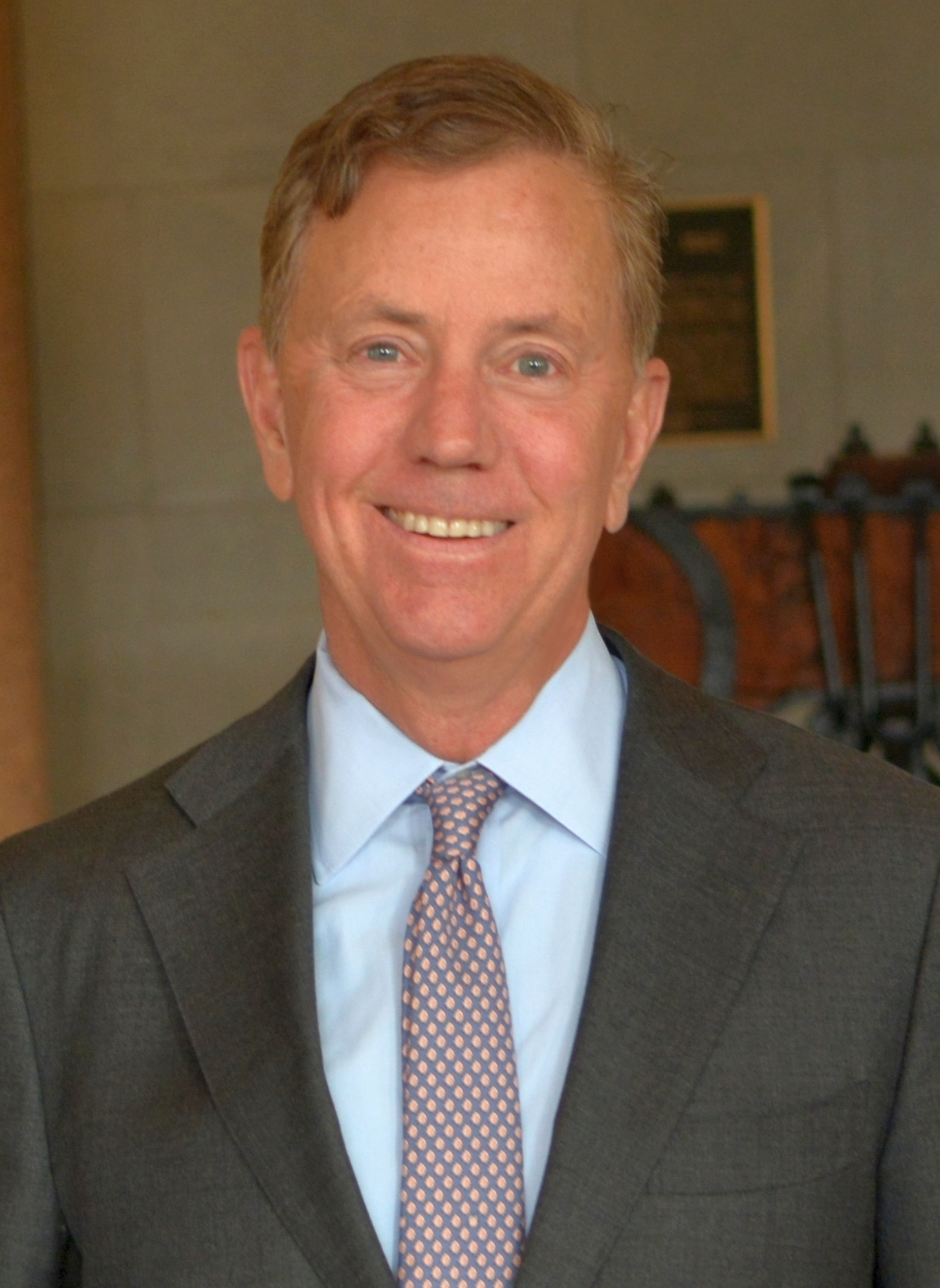
Ned Lamont (2019)

Edward Miner „Ned“ Lamont, Jr. (* 3. Januar 1954 in Washington, D.C.) ist ein US-amerikanischer Unternehmer und Politiker der Demokratischen Partei. Seit dem 9. Januar 2019 ist er Gouverneur des Bundesstaates Connecticut.

## Laufbahn

### Ausbildung und berufliche Karriere
Lamont studierte zunächst am Harvard College, wo er 1976 einen Bachelor of Arts erwarb. Im Jahr 1980 beendete er seine akademische Ausbildung mit einem Master in Business Administration an der Yale School of Management Während seiner Studienzeit war er zeitweise auch Redaktionsleiter einer Studenten-Zeitung. Ab 1977 war Lamont zusätzlich in der Redaktion einer Lokalzeitung in Vermont tätig. Nach seinem Abschluss war er mehrere Jahre im Kabelfernsehgeschäft tätig. Ab 1984 machte er sich selbstständig und gründete das Unternehmen Campus Televideo, welches Universitäten und Hochschulen verschiedene Dienstleistungen im Kabel- und Satellitenfernsehen anbot. Neben seiner beruflichen Tätigkeit gehörte Lamont auch verschiedenen Direktorien (Board of Directors) verschiedener Organisationen wie beispielsweise dem Norman Rockwell Museum an. Lamont ist außerdem Erbe eines Millionenvermögens und Angehöriger exklusiver Country Clubs.

### Politische Aktivitäten
Ab den 1980er-Jahren engagierte sich Lamont zunehmend politisch und gehörte einige Jahre dem Stadtrat von Greenwich in Connecticut an. Im März 2006 erklärte Lamont seine Kandidatur für den Senat der Vereinigten Staaten bei den Senatswahlen 2006. In der demokratischen Primary, in welchen der Bewerber einer Partei bestimmt wird, besiegte er den Amtsinhaber Joe Lieberman. Diesem warf Lamont seine Unterstützung für den an der demokratischen Parteibasis zunehmend unbeliebten Irakkrieg vor. Jedoch verfehlte er am 7. November 2006 den Einzug in den Senat. Er unterlag Lieberman, der als unabhängiger Kandidat 49 % der abgegebenen Stimmen errang und damit den Wiedereinzug in den Senat schaffte. Für Lamont sprachen sich 39 % der Wähler aus. Viele Anhänger der Republikanischen Partei gaben Lieberman ihre Stimme und versagten dem republikanischen Kandidaten Alan Schlesinger die Gefolgschaft. Lieberman wurden allgemein größere Chancen als Schlesinger eingeräumt, Lamont zu schlagen. Außerdem gilt Lieberman als wertkonservativ und war so für viele Anhänger der Republikaner wählbar.
Im November 2009 kündigte Lamont an, dass er eventuell für die Gouverneurswahlen 2010 in Connecticut kandidieren wolle; im Februar 2010 reichte er seine Kandidatur offiziell bei der Demokratischen Partei ein. Auf einem Parteitag im Mai 2010 unterlag er seinem internen Herausforderer Dan Malloy deutlich. Da Lamont aber die interne Hürde von 15 % der Parteitagsstimmen klar schaffte, konnte er an den Vorwahlen der Demokraten vom 10. August 2010 dennoch teilnehmen, wo er aber ebenfalls klar gegen seinen Konkurrenten Malloy verlor.

### Gouverneur von Connecticut
Bei einem erneuten Anlauf für den Posten des Gouverneurs konnte Lamont die demokratische Vorwahl im August 2018 schließlich deutlich für sich entscheiden. Er hatte bereits im November 2017 seine Kandidatur für den Nachfolge von Gouverneur Dan Malloy erklärt, der angesichts schlechter Umfragewerte nicht für eine dritte Amtszeit zur Verfügung steht. Entsprechend bemühte sich Lamont seit seinem Einstieg in den Wahlkampf um öffentliche Distanz zum Amtsinhaber. Zu seiner Kandidatin für das Amt der Vizegouverneurin wählte er Susan Bysiewicz, die zwischen 1999 und 2011 als Secretary of State des Bundesstaats amtierte. In seinem Wahlkampf setzt Lamont insbesondere auf eine Konsolidierung des Staatshaushalts und mehr Investitionen in Gesundheitsvorsorge, Infrastruktur und Bildung. Bei der Gouverneurswahl am 6. November 2018 besiegte Lamont den Republikaner Bob Stefanowski in einer unerwartet knappen Entscheidung. Für den Demokraten votierten 49,4 % der Wähler, während sein republikanischer Kontrahent Bob Stefanowski 46,2 % der Stimmen erhielt. Weitere 3,9 % der Stimmen bekam der Parteilose Oz Griebel. Aufgrund des knappen Wahlausgangs wurde Lamont erst im Laufe des nächsten Tages zum Sieger erklärt, zumal Stefanowski noch zu Beginn der Stimmenauszählung leicht in Führung lag. Ned Lamont wurde am 9. Januar 2019 zum neuen Gouverneur von Connecticut vereidigt.
Am 29. Mai 2019 unterzeichnete Lamont ein Gesetz zur Anhebung des bundesstaatlichen Mindestlohns von elf auf 15 Dollar die Stunde. Die Erhöhung soll stufenweise bis zum Januar 2023 umgesetzt werden. Im Juni 2019 billigte der Gouverneur ein Waffenkontrollgesetz, mit dem unter anderem strengere Vorschriften für das Aufbewahren von Schusswaffen erlassen wurden.
Im Vorfeld der Präsidentschaftswahl 2020 sprach er sich bei der demokratischen Vorwahlen für den ehemaligen Vizepräsidenten Joe Biden aus. Biden hatte 2018 aktiv Lamonts Wahlkampf zum Gouverneur unterstützt.

## Privatleben
Ned Lamont ist seit 1985 mit seiner Frau Ann Huntress verheiratet. Sie haben zwei Töchter und einen Sohn.